# Heen en Weer (rederij)

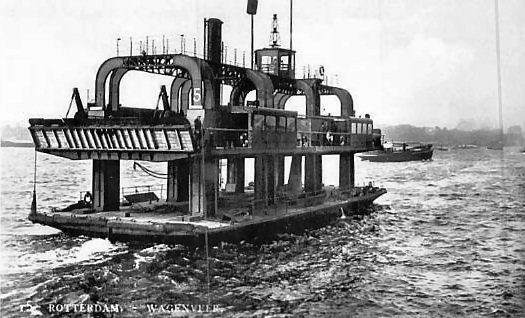
Wagenveer 5

De Rotterdamse gemeentelijke rederij Heen en Weer werd in 1901 opgericht en is per 1 juli 1901 met drie voetveren gaan varen, de Heen en Weer I t/m III. Daarnaast werd de veerdienst ook verpacht aan de firma K. Bohré & Co. Maatschappij tot Exploitatie van Overzetdiensten te Rotterdam, met de voetveren Padang 1 t/m 10. Naar verluidt nam deze firma het niet zo nauw met de verzorging van de schepen en het financieel bewind. In 1909 werd de pachtvergunning van Bohré ingetrokken en per 1 januari 1909 werden de diensten en de tien schepen van Bohré overgenomen en toegevoegd aan die van de Rotterdamse gemeentelijke rederij. Daarbij kregen de schepen de namen Heen en Weer IV t/m XIII. Daarna liet de gemeente nog drie voetveren bouwen met de namen Heen en Weer XIV t/m XVI en vijf wagenveren.
In 1963 werden alle veerboten door de Scheepvaartinspectie afgekeurd. Op 9 november 1963 werd de Heen en Weer VIII als slechtste schip van de vloot uit de vaart genomen. Enkele andere schepen kregen na enige reparaties een tijdelijke goedkeuring. Te voorzien was dat ze binnen afzienbare tijd uit de vaart zouden worden genomen vanwege de ingebruikname van de Rotterdamse metro op 9 februari 1968. De nog varende schepen werden opgelegd in de Dokhaven in Charlois. De gemeenteraad van Rotterdam stemde 5 juni 1969 in met het voorstel de nog resterende schepen en de motor van de Heen en Weer XII aan  de scouting te verkopen.
Van deze veerponten zijn er tegenwoordig nog drie in de vaart:
- de Heen en Weer III als wachtschip voor de scouting, onder de naam Fram
- de Heen en Weer X als wachtschip voor de scouting, onder de naam Boekanier
- de Heen en Weer XV als woonschip in Krimpen aan den IJssel

Geïnspireerd door de naam van de rederij heeft de Nederlandstalige tekstschrijver Drs. P in 1973 het lied Veerpont geschreven. Rond de oorlogsjaren studeerde hij in Rotterdam en sindsdien schreef hij vele teksten, vaak over de stad Rotterdam. Het refrein van het lied bevat veelvuldig de zin "Heen en weer".

## Lijnen
- Boompjes–Antwerpsehoofd–Nassaukade
- Dokhaven–Schiemond–Waalhaven per 4 april 1910. Per 1 januari 1911 werd deze dienst gestaakt wegens een te geringe belangstelling. Later is de lijn weer opengesteld omdat voet- en fietsverkeer van de Heijplaat naar de stad via de Maastunnel als ter ver werd ervaren.
- Parkkade–Charlois per 9 september 1927, met een wagenveer tot bij de opening van de Maastunnel
- Veerkade–Koninginnehoofd–linkerveerdam Charlois, met een pont
- Vlaardingen–Pernis, met een wagenveer tot bij de opening van de Beneluxtunnel
- Willemsplein–Prinsehoofd–Wilhelminakade/Parallelweg, per 1 juni 1911 met een wagenveer